# Cortina di ferro
     NATO (Spagna dal 1982)
     Patto di Varsavia
     Paesi neutrali
     Paesi non allineati

La cortina di ferro dopo il trattato di Stato austriaco nel 1955. Divideva l'Europa orientale dall'Europa occidentale
NATO (Spagna dal 1982)
Patto di Varsavia
Paesi neutrali
Paesi non allineati

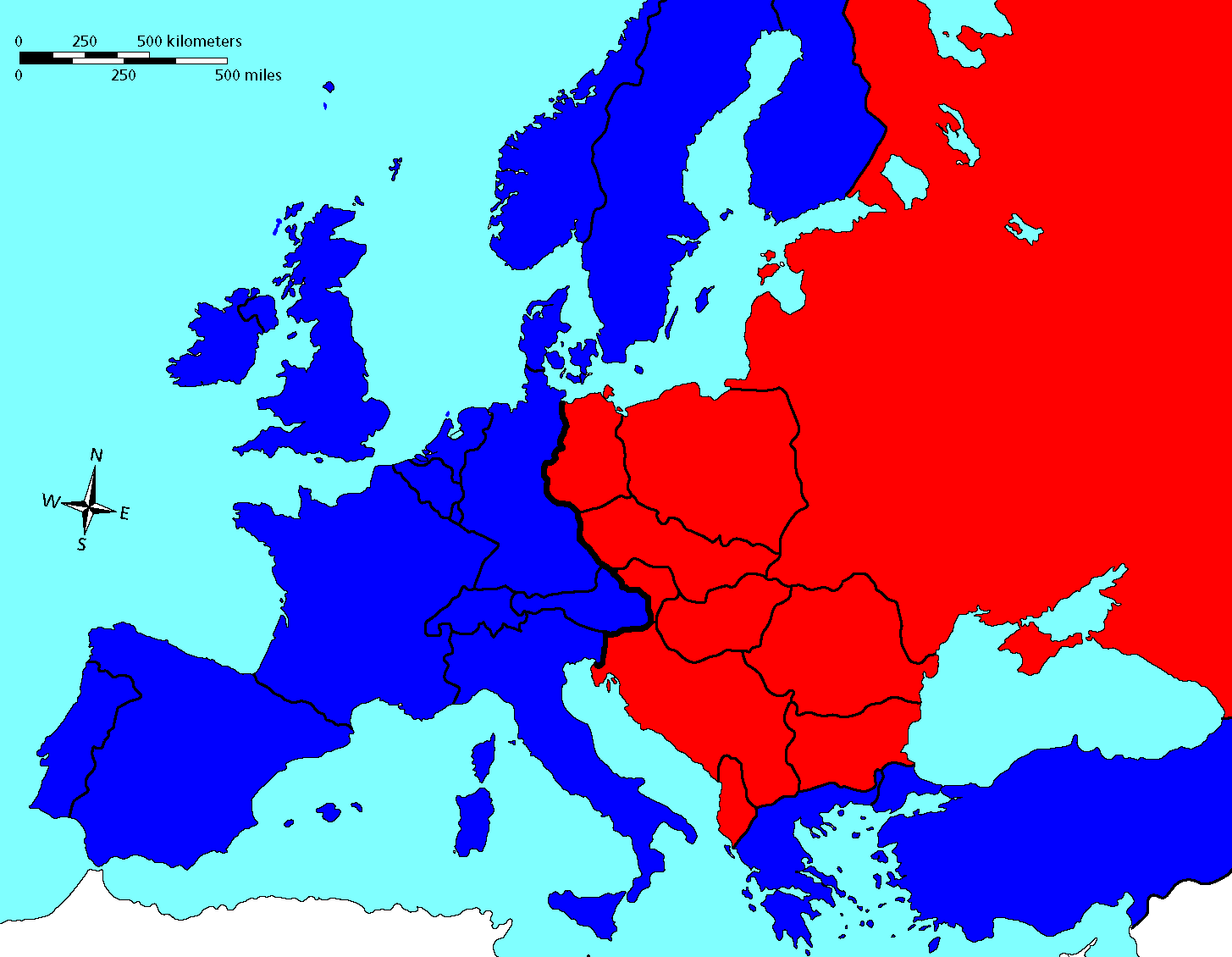
La cortina di ferro nel 1946, da Travemünde a Trieste

Cortina di ferro è un'espressione utilizzata in Occidente per indicare la linea di confine che divise l'Europa in due zone separate d'influenza politica, dalla fine della seconda guerra mondiale alla fine della guerra fredda. Durante questo periodo, l'Europa orientale era sotto l'influenza dell'Unione Sovietica (URSS), mentre l'Europa occidentale ricadeva sotto quella degli Stati Uniti (USA).

## Storia

### Dalla prima alla seconda guerra mondiale

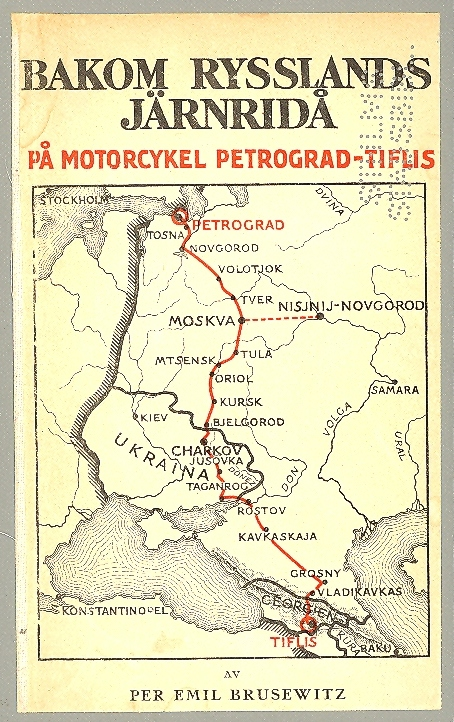
Dietro la cortina di ferro della Russia: libro svedese del 1923

Durante la prima guerra mondiale il concetto venne espresso per la prima volta in ambiente teatrale, in un contesto politico-militare; le origini non sono ben chiare. Lo storico inglese Patrick Wright attribuisce il suo primo utilizzo alla scrittrice inglese Violet Paget, nota con lo pseudonimo di Vernon Lee, che all'inizio del 1915 utilizzò l'espressione a proposito della musica natalizia di Bach in Germania e in Inghilterra, che avrebbe diviso allora i due Paesi come una "mostruosa cortina di ferro".
La regina del Belgio, di origini tedesche, Elisabetta di Baviera, nel 1915 s'espresse di fronte allo scrittore francese Pierre Loti a proposito del suo estraniamento causato dall'origine tedesca, con le seguenti parole: «Una cortina di ferro è caduta tra la mia famiglia e me». Il 29 febbraio 1916 il cancelliere tedesco Theobald von Bethmann-Hollweg indicò come irrealizzabile, nel suo importante U-Boot-Denkschrift, l'allora frequentemente considerato piano di isolare l'Inghilterra dal resto del mondo con una guerra sottomarina "come con una cortina di ferro".
Nel 1924 l'ambasciatore inglese a Berlino, Edgar Vincent, 1º Visconte D'Abernon, sostenne che la zona smilitarizzata della Renania (allora occupata dagli alleati) dovesse costituire una "cortina di ferro", per proteggere la Francia da futuri attacchi delle truppe tedesche.
Negli anni 1920 l'espressione "cortina di ferro" venne occasionalmente utilizzata in articoli sulla prima guerra mondiale. Così parlò il cronista Herbert von Bose nel 1930 in un suo articolo sull'Europa in guerra di «…alla cortina ferrea del fronte».
Dopo la fine della prima guerra mondiale, questa metafora fu largamente utilizzata per riferirsi alla situazione in Unione Sovietica dopo la Rivoluzione d'ottobre. 
Nel 1918, l'autore russo Vasilij Rosanow scrisse nel suo polemico L'Apocalisse del nostro tempo:
Nel mondo anglofono del 1920, la socialista e femminista Ethel Snowden utilizzò invece l'espressione "cortina di ferro" nel positivo resoconto di un viaggio nella "Russia bolscevica". Pubblicamente ella scrisse contro l'accezione negativa nell'utilizzo di questa espressione, sul suo entusiastico arrivo a San Pietroburgo (la futura, sovietica Leningrado):
(Ethel Snowden: Through Bolshevik Russia. London u. a. 1920, S. 32.)
Più tardi, il corrispondente da Lisbona Max Walter Clauss (1901–1988) utilizzò l'espressione il 18 febbraio 1945 in un articolo in prima pagina del settimanale Das Reich.
Una settimana dopo sulla medesima rivista Joseph Goebbels utilizzò l'espressione in una reazione ai risultati della conferenza di Jalta: riguardo a una capitolazione della Germania si sarebbe dinanzi al territorio occupato dall'Unione Sovietica:
((DE)  Joseph Goebbels: Das Jahr 2000. In: Das Reich vom 25. Februar 1945, S. 1–2.)
Il quotidiano inglese The Times riprese la formulazione.
Il 5 luglio 1945 Konrad Adenauer utilizzò il concetto in una lettera al giornalista Hans Rörig riguardo alla probabile minaccia da parte dell'Unione Sovietica:
(Konrad Adenauer: Briefe über Deutschland 1945–1955. Selezionato e introdotto da Hans Peter Mensing. Goldmann, München 1999, ISBN 3-442-75560-3, S. 18.)

### I discorsi di Churchill e di Allen Dulles

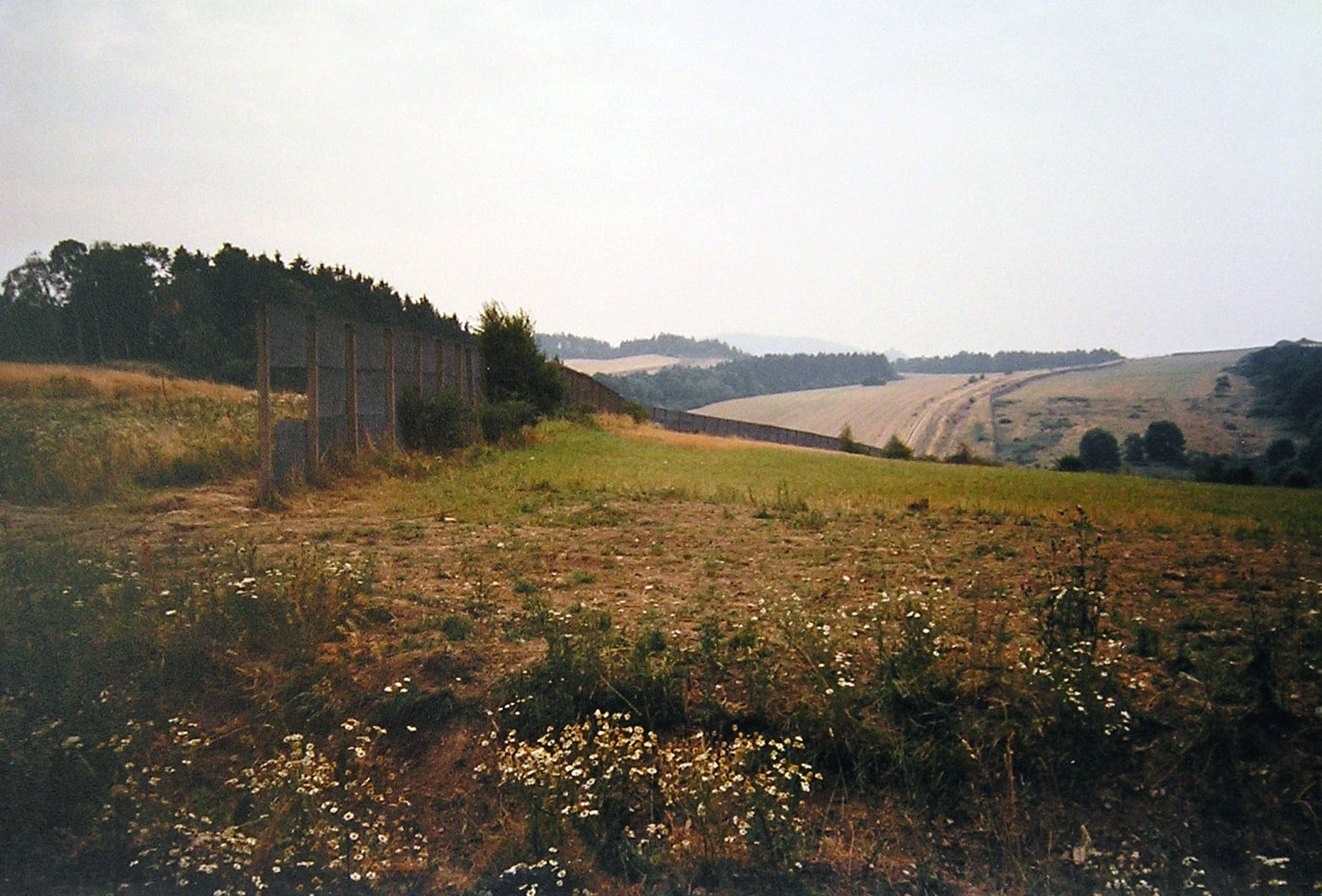
Un tratto del confine tra la Germania Est e la Germania Ovest; si vedono sulla sinistra tratti della cortina di ferro, in questo caso una lunga rete.

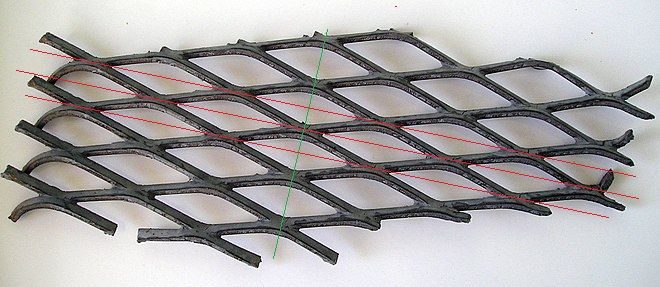
Un tratto della barriera che costituiva il confine tra Germania Est ed Ovest

Anche Winston Churchill si espresse in questi termini in un famoso discorso tenuto il 5 marzo 1946 a Fulton, nel Missouri (Usa):
È tuttavia mio dovere prospettarvi determinate realtà dell'attuale situazione in Europa. Da Stettino nel Baltico a Trieste nell'Adriatico una cortina di ferro è scesa attraverso il continente. Dietro quella linea giacciono tutte le capitali dei vecchi stati dell'Europa Centrale e Orientale. Varsavia, Berlino, Praga, Vienna, Budapest, Belgrado, Bucarest e Sofia; tutte queste famose città e le popolazioni attorno a esse, giacciono in quella che devo chiamare sfera Sovietica, e sono tutte soggette, in un modo o nell'altro, non solo all'influenza Sovietica ma anche a un'altissima e in alcuni casi crescente forma di controllo da Mosca.»
Il presidente Truman era a conoscenza e approvava il discorso.
L'espressione era stata usata per la prima volta dallo stesso Churchill in un telegramma al presidente americano Truman dell'11 maggio 1945, nel pieno della crisi di Trieste:
Allen Dulles usò il termine in un discorso del 3 dicembre 1945, riferendosi solo alla Germania:
Fu il discorso di Churchill comunque che rese popolare la frase e la fece conoscere al grosso del pubblico. Ciò che dette ancora più rilievo a quel discorso fu il fatto che, prima di esporlo alla popolazione, ne aveva messo a conoscenza il presidente degli Stati Uniti Harry Truman. Ciò significava che nelle parole di Churchill vi era l'approvazione del presidente statunitense.
Al discorso di Churchill rispose nell'agosto del medesimo anno il secondo segretario del Partito Comunista dell'Unione Sovietica, Andrej Ždanov, utilizzando la medesima espressione coniata da Churchill:
()
Anche se la frase non fu bene accolta a quel tempo, con il rafforzarsi della guerra fredda, guadagnò popolarità come riferimento alla divisione dell'Europa in due blocchi contrapposti. La cortina di ferro servì a tenere la gente all'interno e l'informazione all'esterno, e la metafora guadagnò un'ampia accettazione a Ovest.
Una variante, la "cortina di bambù", venne coniata con riferimento alla Cina comunista.

## Fine della cortina di ferro
La cortina di ferro crollò poco prima della dissoluzione dell'Unione Sovietica; in particolare il suo smantellamento iniziò in Ungheria il 2 maggio 1989
, con la rimozione della barriera al confine con l'Austria.
Dopo aver ricevuto un informale nulla osta da Gorbačëv (che disse "non ci sarà un nuovo 1956") il 3 marzo 1989, il governo ungherese il 2 maggio annunciò e contestualmente avviò (a Rajka, nella località delle "tre frontiere", al confine con Austria e Cecoslovacchia) la distruzione della cortina di ferro, il cui ultimo tratto verrà abbattuto con una cerimonia ufficiale, alla quale parteciparono anche le massime autorità della Repubblica Federale d’Austria, il 27 giugno 1989, che ebbe la funzione di chiamare tutti i popoli europei ancora sotto l'influenza dei regimi nazional-comunisti alla libertà.
Già nell'aprile dello stesso anno il governo ungherese aveva ordinato che la cortina di ferro ungherese venisse privata dell'elettricità.
Altri momenti importanti del processo di smantellamento della cortina di ferro da parte dell'Ungheria furono il cosiddetto picnic paneuropeo e l'esodo di migliaia di cittadini della DDR (iniziato nel giugno 1989), che condurrà alla caduta del Muro di Berlino e poi allo scioglimento dell'Unione Sovietica. Di fronte all'ingresso della Casa del terrore a Budapest, un monumento rappresentante una barriera di catene ricorda tale evento.
Con il rilassamento della contrapposizione tra le nazioni del "mondo libero" e quelle dietro la cortina di ferro, e con la fine della guerra fredda, il termine viene ormai usato solo in ambito storico.

## La cortina "verde"
A causa del fatto che dalla fine della seconda guerra mondiale ad oggi non è stato costruito nessun edificio a ridosso della ex "cortina di ferro", nel corso degli anni in queste zone la natura ha avuto la possibilità di svilupparsi autonomamente, dando vita a numerosi parchi naturali; da quando poi il significato pratico della cortina di ferro è venuto meno - col cessare cioè della guerra fredda - questo corridoio naturale transnazionale ha preso diversi soprannomi volti ad esprimerne la nuova identità di stampo ambientale, tra cui "cortina verde" e "cintura verde europea" (European Green Belt), ed è ora attraversato per tutta la lunghezza dal percorso ciclistico EuroVelo 13.